# Herne Hill
Herne Hill is een wijk in het Londense bestuurlijke gebied Lambeth, in de regio Groot-Londen.

## Geboren in Herne Hill
- Ida Lupino (1918-1995), actrice, filmregisseur, producent en zangeres
- Roddy McDowall (1928-1998), acteur
- Anita Brookner (1928-2016), schrijfster en kunsthistorica